# 미국 평화 봉사단

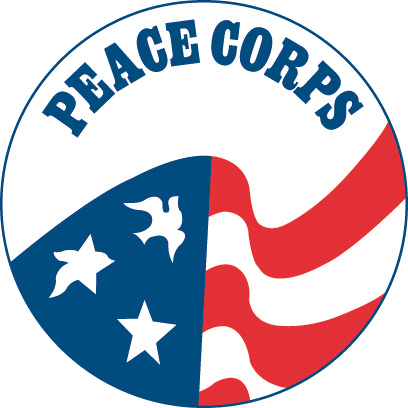
평화 봉사단 로고

평화 봉사단(Peace Corps)은 독립된 미국 연방 정부 기관이다. 미국의 청년들에게 각종 기술을 배우도록 하여 그들을 2년 기한으로 동남아시아·아프리카·중남미 등으로 파견함으로써 개발도상국의 생활수준 향상에 기여토록 한 것을 말한다. 평화군단(平和軍團)이라고도 한다.

## 설립
케네디 대통령이 "인생의 2년을 개도국에서 봉사해 세계 평화에 기여하자"는 캠페인을 하면서 1961년에 설립했다.

## 활동
1961년 설립된 이래 2015년까지 약 220,000 명의 미국인이 평화 봉사단에 가입하여 141개국에서 봉사했다.

## 계획

### 교육과 언어
평화봉사단은 미국과 해외의 교사들이 101개 언어를 가르칠 수 있도록 교재를 만들었다. 교재는 언어별로 다르며 글, 녹음, 수업 계획 및 교수 노트가 포함된다.

## 출신 인사
- 미 국무부 크리스토퍼 힐 동아시아태평양 담당 차관보
  - 외교관이 되기 전인 1974~1976년 카메룬에서 평화봉사단원(Peace Corps)으로 활동
- 미 국무부 캐슬린 스티븐스 동아시아태평양 담당 수석부차관보
  - 1970년대 외교관이 되기 전 한국 학교에서 평화봉사단원으로 일할 때 박정희 전 대통령의 초상화에 경례하는 것으로 하루를 시작했었다고 보도됨.
  - 2005년 7월 동아시아태평양 담당 수석부차관보로 임명
- 미 국무부 제럴드 앤더스 한국과장
  - 외교관이 되기 전인 1976~1978년에 아프리카 베냉의 고등학교에서 평화봉사단원으로 영어를 가르침
  - 폴란드 대사 크리스토퍼 힐 당시 폴란드 대사관 근무
  - 2006년 4월 한국과장으로 임명
- 짐 도일 위스콘신 주지사
- 밥 하스 리바이스트라우스 회장

## 같이 보기
- 언어 자율 학습 프로그램 목록
- 한국국제협력단

## 참고
- Jahn, GC 1992. Entomology with the Peace Corps in Thailand. American Entomologist 38(1):10-11.
- Dillon Banerjee. 2000. So You Want to Join the Peace Corps: What to Know Before You Go. Ten Speed Press, Berkeley, California.
- 시론/김혜경‘한국의 희망’ 해외봉사단 동아일보 2007-05-08